# Guia do axônio
O guia do axônio é um subcampo do desenvolvimento neural relacionado ao processo pelo qual os neurônios enviam axônios para atingir seus alvos corretos. Ele é conduzido por um sinal extracelular, denominado pistas de orientação, que podem ser fixadas no lugar ou difusíveis; eles podem atrair ou repelir axônios. Ou seja, o guia  do axônio é o processo pelo qual os neurônios enviam axônios para alcançar os alvos corretos para conectar o sistema nervoso. 
O guia do axônio ocorre a partir de uma região chamada cone de crescimento e o alcance do axônio alvo é realizado com relativamente poucas moléculas de orientação. Os receptores do cone de crescimento respondem aos sinais de orientação.

## Desenvolvimento neural
A orientação do axônio é uma etapa importante no desenvolvimento neural. Ele permite que os axônios em crescimento atinjam destinos específicos e, em última análise, formem as complexas redes neuronais por todo o corpo. Embora muitos aspectos desse mecanismo permaneçam obscuros, está bem estabelecido que uma estrutura à base de actina dinâmica e altamente móvel encontrada na extremidade crescente de um axônio em desenvolvimento, conhecida como cone de crescimento, facilita esse processo.

## Mecanismos
Os axônios em crescimento têm um cone de crescimento altamente móvel na ponta de crescimento que "fareja" as atividades extracelulares no ambiente em busca de sinais que instruem o axônio em que direção crescer. Esses sinais, chamados de dicas de orientação, podem ser fixados no lugar ou difundidos; eles podem atrair ou repelir axônios. Os cones de crescimento contêm receptores que reconhecem essas dicas de orientação e interpretam o sinal em uma resposta quimiotrópica.